# Вануату на Олімпійських іграх
Делегація Вануату вперше взяла участь у літніх Олімпійських іграх 1988 року, і надалі спортсмени цієї країни брали участь у всіх літніх Олімпійських іграх.
Всього на літніх Олімпійських іграх країну представляли 14 чоловіків і 8 жінок, що брали участь у змаганнях з боксу, легкої атлетики, настільного тенісу та стрільби з лука. Найбільша делегація представляла країну на Олімпійських іграх 1992 року (6 осіб).
У зимових Олімпійських іграх Вануату участі не брала. Спортсмени цієї країни ніколи не завойовували олімпійських медалей.
Асоціація спорту та Національний олімпійський комітет Вануату була створена у 1987році і в тому ж році визнана МОК.

## Кількість учасників на літніх Олімпійських іграх
| Вид спорту         | 1988  | 1992  | 1996  | 2000  | 2004  | 2008  | 2012  | Всього |
| ------------------ | ----- | ----- | ----- | ----- | ----- | ----- | ----- | ------ |
| Бокс               | 1     |       |       |       |       |       |       | 1      |
| Дзюдо              |       |       |       |       |       |       | 1     | 1      |
| Легка атлетика     | 3 (1) | 6 (2) | 4 (1) | 2 (1) | 2 (1) | 2 (1) | 2 (1) | 16 (6) |
| Настільний теніс   |       |       |       |       |       | 1 (1) | 2 (1) | 3 (2)  |
| Стрільба з лука    |       |       |       | 1     |       |       |       | 1      |
| Всього спортсменів | 4 (1) | 6 (2) | 4 (1) | 3 (1) | 2 (1) | 3 (2) | 5 (1) | 22 (8) |

- У дужках наведено кількість жінок у складі збірної